# Synaxaire

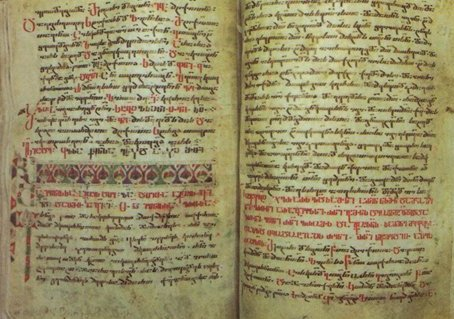
Le Grand synaxaire en géorgien, XIe siècle, Tbilissi

Un  synaxaire (en grec byzantin : συναξάριον, de σύναξις, « assemblée religieuse », « messe ») est, dans l'Église orthodoxe et les Églises catholiques de rite byzantin, une compilation de textes hagiographiques correspondant approximativement au martyrologe de l'Église romaine. Le  synaxaire constitue aussi un calendrier des fêtes, indiquant les lectures appropriées pour chacune.

## Forme du  synaxaire
Le  synaxaire prend deux formes :
- le Petit  synaxaire contient la liste des saints, ordonnée selon leur date anniversaire, et constitue un calendrier liturgique ;
- le Grand  synaxaire ou  synaxaire historique contient des notices sur la vie des saints. De cette catégorie relèvent le Ménologe de Basile II et le  synaxaire de Sirmond[1]. Les lectures de la Divine Liturgie sont toujours des Vies de saints, réunies dans le  synaxaire.

## Histoire
Le contenu du  synaxaire a évolué au cours du temps. C'était à l'origine un index des vies de saints à lire aux différents offices ; puis il fut augmenté du texte complet des péricopes. Pour ce qui concerne la Divine Liturgie, le  synaxaire était initialement un simple index des lectures évangéliques, bibliques, hagiographiques requises. Ces textes furent progressivement incorporés au  synaxaire qui, d'index devint un rituel. L'index proprement dit est appelé menologion heortastikon. On en fait peu usage : le typicon fournit cette information parmi d'autres.
Certains calendriers médiévaux étaient également appelés  synaxaires. Karl Krumbacher décrit ceux composés par Christophe de Mytilène (XIe siècle) et Théodore Prodrome (XIIe siècle).
Les premiers  synaxaires connus datent du Xe siècle. Un grand nombre de manuscrits médiévaux nous ont transmis des  synaxaires anciens. Ils sont importants pour l'héortologie et l'histoire des Églises d'Orient — Églises orthodoxes et Églises catholiques de rite byzantin —.. Les notices hagiographiques qui les composent ont été rédigées ou compilées par divers auteurs, dont le plus important est Syméon Métaphraste. Ces récits sont de valeur historique très inégale. L'empereur Basile II, vers 985, ordonna une révision du synaxaraire sur laquelle sont fondées les versions actuelles.

## Usage actuel
Aujourd'hui, le  synaxaire n'est pas utilisé comme ouvrage indépendant : il est incorporé dans le Menaion. La lecture concernant le saint ou la fête du jour est faite lors de l'orthros, après la sixième ode du canon ; elle est imprimée à sa place dans le rituel du jour et porte le titre de «  synaxaire » : dans l'usage contemporain, ce terme ne désigne pas l'ouvrage entier mais chacune des lectures du Menaion et autres recueils liturgiques. Les lectures du  synaxaire peuvent être éditées en volumes indépendants ou incorporées dans d'autres rituels liturgiques comme le Menaion ou l’Horologion.